# Conrad III de Caríntia
Conrad III (+1061) fou comte a Zulpichgau i duc de Caríntia.
Era fill d'Hezzelí I germà del comte palatí Ezzo I. Va heretar del seu pare el comtat de Zulpichgau; el 1056 a la mort de Welf de Caríntia (Welf III d'Altdorf) sense fill, l'emperador va investir a Conrad amb el ducat de Caríntia.
No va tenir èxit en imposar la seva autoritat en la poderosa aristocràcia nativa a Caríntia. No consta que fos casat i en tot cas probablement no va tenir fills. Va morir el 1061. Llavors l'emperador va concedir el ducat a Bertold I de Zähringen al que s'havia promès Suàbia que no se li podia entregar.